# Морин, Релман
Релман Георг Морин (англ. Relman George Morin; 11 сентября 1907 года — 16 июля 1973 года) — американский репортёр, обозреватель и редактор Associated Press. За освещение Корейской войны и кризиса в Литл-роке был награждён Пулитцеровской премией в 1951 и 1958 годах соответственно.

## Биография
Релман Морин родился в городе Фрипорт, штат Иллинойс. Но вскоре его семья переехала в Калифорнию, где в 1925 году он окончил среднюю школу Лос-Анджелеса. Поступив в Помонский колледж, Морин параллельно работал офисным посыльным в редакции Los Angeles Times. По окончании обучения ему представилась возможность поехать в Китай для изучения влияния работы журналистов на социальные аспекты жизни в стране. В 1929 году в качестве особого студента он был допущен к лекциям Университета Линьяна в Кантоне и Университете Йен Чинг в Пекине.
В 1930 году он поступил на работу репортёром в Shanghai Evening Post, но уже через два года присоединился к штату Los Angeles Record в качестве кинообозревателя. В 1934-м Морин устроился в местное бюро Associated Press и через три года возглавил токийский филиал газеты. По заданию редакции в 1939 году корреспондент находился в Монголии и был очевидцем боёв на Халхин-Голе. Через год журналиста командировали в Юго-Восточную Азию. Продвигаясь с военными силами по пути японской экспансии, он освещал события во Французском Индокитае, Сингапуре, Таиланде и на других территориях. После атаки на Перл-Харбор в декабре 1941 года Японская секретная полиция обвинила репортёра в шпионаже. Проведя под арестом около полугода, в сентябре 1942 года он вернулся в Соединённые Штаты, но вскоре был аккредитован для работы военным журналистом. В ходе Второй мировой войны Морин освещал события в Лондоне, Алжире, Каире, Нью-Дели, Риме и Париже.
По окончании военных действий Морин возглавил парижское бюро Associated Press, в 1947 году — вашингтонское. В 1948 году (по другим данным — в 1949-м) он занял должность генерального директора в штаб-квартире агентства в Нью-Йорке, но вскоре был направлен в командировку в Токио. С началом Корейской войны Морин участвовал в наступательных действиях в качестве репортёра. За свои сообщения с линии фронта в 1951 году он получил Пулитцеровскую премию за международный репортаж. Вернувшись в США, корреспондент сосредоточился на национальных темах. Так, в 1957 году он освещал кризис в школах Литл-рока, за что позднее получил Пулитцеровскую премию за национальный репортаж. Вплоть до 1972 года Морин возглавлял бюро Associated Press в Нью-Йорке. В общей сложности он проработал в AP почти 40 лет, выйдя на пенсию в 1974 году.

## Избранные работы и награды
Свой опыт работы в Азии Морин отразил в книге 1943 года «Круговорот завоеваний». В последующие годы он также издал «Ветер усиливается: Подробный обзор тихоокеанского кризиса» (1960), «Отчёты репортёра» (1960), «Черчилль: Портрет величия» (1965), «Политическое убийство: смерть президента Джона Ф. Кеннеди» (1968), «Дуайт Д. Эйзенхауэр: критерий величия» (1969) и «Associated Press. История выборов 1968» (1969). Репортёрские заслуги Морина были отмечены наградами:
- Пулитцеровская за международный репортаж (1951);
- Премия Джорджа Полка информационному агентству (в составе коллектива авторов Associated Press, 1954);
- Премия Джорджа Полка за национальный репортаж (1957);
- Пулитцеровская премия за национальный репортаж (1958).